# Amblyseiella
Amblyseiella es un género de ácaros perteneciente a la familia  Phytoseiidae.

## Especies
El género contiene las siguientes especies:
- Amblyseiella denmarki (Zaher & El-Brollosy, 1986)
- Amblyseiella rusticana (Athias-Henriot, 1960)
- Amblyseiella setosa Muma, 1955